# Plebejus garthi
Plebejus garthi är en fjärilsart som beskrevs av Gunder 1928. Plebejus garthi ingår i släktet Plebejus och familjen juvelvingar. Inga underarter finns listade i Catalogue of Life.